# Metoda kalkowa

Ilustracja zastosowania metody kalkowej

Metoda kalkowa – prosta i szybka metoda graficzna wyznaczania momentu minimum jasności gwiazd zmiennych. Została opracowana przez polskiego astronoma Kazimierza Kordylewskiego.
Metoda kalkowa polega na znalezieniu osi symetrii rozkładu punktów w okolicy minimum na wykresie przedstawiającym obserwowaną jasność gwiazdy w funkcji czasu. W metodzie tej przyjmuje się założenie, że kształt krzywej zmian jasności gwiazdy jest symetryczny względem momentu minimum. Metoda kalkowa umożliwia proste i efektywne znalezienie rozwiązania. Jej użycie powoduje zdwojenie ilości punktów ocen jasności, co pozwala na dokładniejsze oszacowanie minimum wykresu. Pomimo subiektywnej oceny dopasowania metoda kalkowa pozwala dość dokładnie oszacować błąd maksymalny otrzymanego rezultatu.
Kolejne etapy zastosowania tej metody to:
1. umieszczenie ocen jasności gwiazdy na jeden okres
2. przyłożenie kalki technicznej i zaznaczenie na niej poszczególnych punktów wraz z osią czasu i jednostkami
3. odwrócenie kalki na drugą stronę i przyłożenie jej do wykresu tak, aby osie czasu nałożyły się na siebie
4. przesunięcie kalki w taki sposób, aby obie krzywe jasności pokryły się najdokładniej jak to możliwe
5. wykreślenie krzywej zmian (poprzez aproksymację wykreślonych punktów)
6. określenie położenia minimum
7. sprawdzenie o ile maksymalnie można przesunąć kalkę w obie strony od optymalnego dopasowania bez wyraźnego zepsucia jego jakości – wielkość tego przesunięcia jest miarą błędu maksymalnego momentu minimum
8. powtórzenie oszacowanie błędu kilka razy i wyliczenie jego wartości średniej

Metoda ta może być stosowana nie tylko poprzez użycie kalki – można w tym celu wykorzystać odpowiednie oprogramowanie, pozwalające na automatycznie „odbijanie” danych, ich aproksymację oraz wyznaczanie błędu.